# TOKIO HAT
TOKIO HAT（トーキョーハット、商標名：Tokio hat）は、1892年、渋沢栄一らが創業した東京帽子株式会社（現オーベクス株式会社）からはじまった日本初の帽子ブランドであり、2007年よりその商標権利者はオーロラ株式会社（1896年創業）にある。

## 歴史
- 1892年　東京帽子株式会社を設立。
- 1913年　ファー帽子工場稼動（東京帽子株式会社）
- 1985年　東京帽子がオーベクスへ社名変更
- 1993年　オーロラ株式会社創業
- 2007年　帽子事業（TOKIOHAT）をオーベクスからオーロラに事業譲渡。

## 主要関係会社
- オーベクス株式会社
- オーロラ株式会社